# Seznam mehiških arhitektov
Seznam mehiških arhitektov.

## B
- Luis Barragán (1902 – 1988)
- Tatiana Bilbao

## C
- Felix Candela (špansko-mehiški)
- Pedro Cerisola

## E
- Frida Escobedo

## F
- Fernando Romero

## L
- Ricardo Legorreta
- Víctor Legorreta

## O
- Juan O'Gorman

## R
- Antonio Rivas Mercado